# リチャード・ダッド
リチャード・ダッド（Richard Dadd、1817年8月1日 - 1886年1月7日）は、イギリスのヴィクトリア朝時代の画家である。

## 生涯
1817年イギリス、ケント州・チャタムで生まれたダッドは13歳から絵を描きはじめ、20歳でロイヤル・アカデミー美術学校に入る。その年に『眠るティターニア』と『パック』が評価された。
1842年7月、弁護士であるサー・トーマス・フィリップの旅行の同伴画家となり、ヨーロッパや中東を回る。この旅行中の同年12月頃に精神に異常をきたしはじめる。当初は日射病によるものと思われていたが、「自分はエジプトの神、オシリスの使者であり、同行者には悪いものが憑りついているので殺さねばならない」などの妄想が激しくなり狂暴になっていった。
翌年の1843年の春、家族の勧めでケント州郊外コブハムにて療養する。同年8月に父親のロバートと公園を散歩中に｢中にいる悪魔を殺すために」ナイフでロバートを殺害。フランスに逃亡しパリで観光客を殺害しようとしたところで逮捕される。正常な状態ではないと判断されたためフランスの精神病院に10ヶ月ほど収容された後、イギリスに戻されたダッドは、王立ベスレム病院（ベドラム）に収容された。
20年後の1864年7月に収容者過剰のためにバークシャーのクローソーンにあるブロードムーア病院へ転院し、生涯を終えるまでを過ごした。

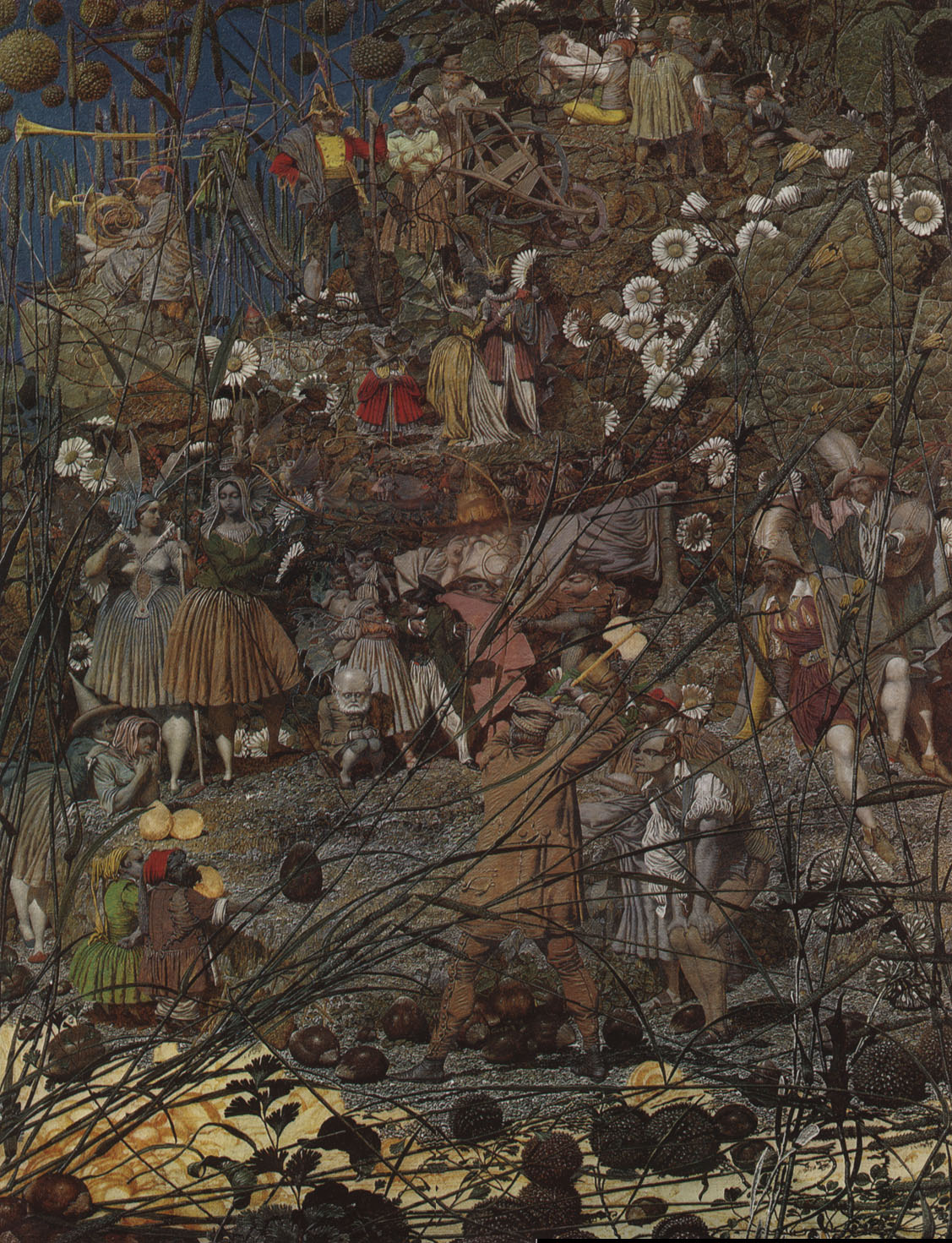
「お伽の樵の入神の一撃」（The Fairy Feller's Master-Stroke）1855年–64年 油彩

## 作品の傾向と影響
妖精、フェアリーなどの架空の素材を精密描写した油彩画が特に有名で、代表的といわれる作品のほとんどはベドラムの中で描かれた。『お伽の樵の入神の一撃』と題された、妖精の男が胡桃を割る場面を描いた絵は、54cm×39.4cmのサイズの中に、多くの架空の生きものが、同じだけの精密さをもってびっしり描かれているのが特徴的である。この絵はテイト・ギャラリーに展示されており、イギリスのロック・バンドクイーンにはこの絵画をモチーフにした同じタイトルの曲がある。（日本語タイトルは「フェリー・フェラーの神技」のちに「フェアリー・フェラーの神技」）、1974年リリースのセカンドアルバム「クイーンII」に収録されたこの曲は、ダッドの絵と同じように歌詞には架空の生きものが多く登場し、曲調も錯綜した仕上がりになっている。